# Liste der albanischen Botschafter in Russland

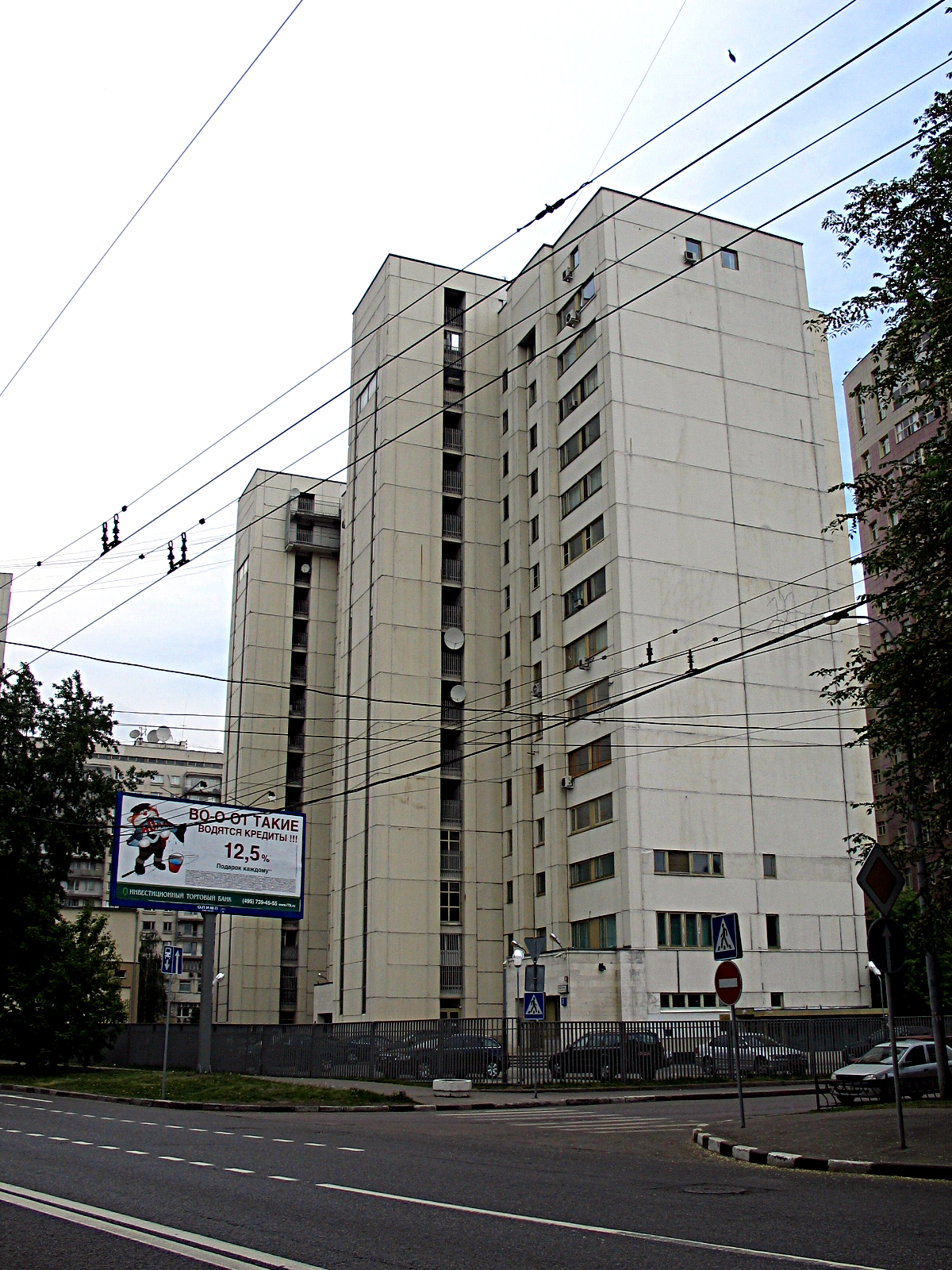
Die albanische Botschaft befindet sich in der Mytnaja uliza, 3 Moskau.

Liste der albanischen Botschafter in Russland

## Botschafter
| Ernannt       | Name             | Bemerkungen                                                                                         | ernannt von    | akkreditiert bei                   | Posten verlassen |
| ------------- | ---------------- | --------------------------------------------------------------------------------------------------- | -------------- | ---------------------------------- | ---------------- |
| 1945          | Koço Tashko      | | Omer Nishani   | Josef Stalin                       | 1. Mai 1947      |
| 1. Mai 1947   | Mihal Prifti     | Gesandter                                                                                           | Omer Nishani   | Josef Stalin                       | 1950             |
| 1950          | Vasil Nathanaili | | Omer Nishani   | Josef Stalin                       | 15. Aug. 1953    |
| Sep. 1953     | Mihal Prifti     | September 1959–1961: Botschafter in Peking                                                          | Haxhi Lleshi   | Georgi Maximilianowitsch Malenkow  | Jan. 1958        |
| Jan. 1958     | Nesti Nase       | September 1954–Mai 1956 Botschafter in Peking, 17. Juni 1970–30. Juni 1982: Außenminister Albaniens | Haxhi Lleshi   | Nikita Sergejewitsch Chruschtschow | 25. Nov. 1961    |
| 25. Nov. 1961 | Gac Mazi         | Geschäftsträger                                                                                     | Haxhi Lleshi   | Nikita Sergejewitsch Chruschtschow | 3. Dez. 1961     |
| 1991          | Pertef Hasamataj | | Ramiz Alia     | Boris Nikolajewitsch Jelzin        | 199              |
| 1992          | Arben Cici       | | Sali Berisha   | Boris Nikolajewitsch Jelzin        | 1997             |
| 1997          | Shpëtim Çuçko    | | Rexhep Meidani | Boris Nikolajewitsch Jelzin        | 1998             |
| 1998          | Shaqir Vukaj     | | Rexhep Meidani | Boris Nikolajewitsch Jelzin        | 2001             |
| 2001          | Avni Xhelili     | | Rexhep Meidani | Wladimir Wladimirowitsch Putin     | 2005             |
| 2005          | Halit Furriku    | | Alfred Moisiu  | Wladimir Wladimirowitsch Putin     | 2006             |
| 2006          | Teodor Laço      | | Alfred Moisiu  | Wladimir Wladimirowitsch Putin     | 2009             |
| 2009          | Sokol Gjoka      | | Bamir Topi     | Wladimir Wladimirowitsch Putin     | 2014             |
| 2014          | Arben Gazioni    | | Bujar Nishani  | Wladimir Wladimirowitsch Putin     |                  |